# Duncanville, Texas
Duncanville là một thành phố thuộc quận Dallas, tiểu bang Texas, Hoa Kỳ. Năm 2010, dân số của xã này là 38524 người.

## Dân số
- Dân số năm 2000: 36081 người.
- Dân số năm 2010: 38524 người.